# 138e régiment d'infanterie (France)
Pour les articles homonymes, voir 138e régiment.
Le 138e régiment d'infanterie (138e RI) est un régiment d'infanterie de l'Armée de terre française.
Il est créé sous la Révolution sous le nom de 138e demi-brigade de première formation, unité dissoute dès 1796. Le 138e régiment d'infanterie de ligne est créé en 1813 sous le Premier Empire et dissous en 1814. Le régiment est à nouveau brièvement recréé en 1870-1871 lors du siège de Paris. Recréé en 1873, il combat lors de la Première Guerre mondiale et est dissous en 1920. Il est à nouveau recréé à deux reprises lors de la Seconde Guerre mondiale : lors de la bataille de France en juin 1940 et en 1944-1945. Pendant la guerre froide, il continue d'exister comme régiment de réserve.

## Création et différentes dénominations
- Le 7 novembre 1794 : à la suite de la loi d'amalgame, est créée le nom de la 138e demi-brigade constituée par un bataillon de ligne du 74e (Beaujolais) et deux bataillons de volontaires (Vosges et Vienne)
- Le 24 février 1796 la 138e est versée dans la 24e demi-brigade de bataille devenue 61e de ligne en mai 1796.
- 1er février 1813 : le 138e régiment d'infanterie de ligne est reconstitué à partir des 44e, 45e, 46e et 64e cohortes de la garde nationale
- Le 1er août 1814 : licencié
- En octobre 1870 : reformé sous l'appellation de 38e régiment de marche, puis renommé 138e régiment d'infanterie de ligne
- Le 20 mars 1871 : dissous
- Le 28 septembre 1873 : reformation du 138e régiment d'infanterie de ligne à partir de compagnies issues des 14e, 50e, 63e, 78e, 80e, 107e et 108e de Ligne, à raison de trois compagnies par régiment
- En 1887 : renommé 138e régiment d'infanterie
- En janvier 1920 : dissous
- En juin 1940 : recréé
- En août 1940[réf. nécessaire] : dissolution
- En octobre 1944 : nouvelle création
- En janvier 1945 : dissous
- ? : recréé comme 138e régiment d'infanterie divisionnaire

## Colonels/Chef de brigade
- 21 décembre 1701 - : chevalier de Pezeux[réf. nécessaire]
- Colonel Lafon de la Ferté[réf. nécessaire][Quand ?]
- 1784 : baron de Locheil[réf. nécessaire]
- 1794 : colonel Barjonet
- 1813 : colonel Pierre Mataly de Maran
- 1813 : colonel Jean-Philippe-Aimar d'Albignac
- 8 octobre 1870 : lieutenant-colonel Baille
- 1er novembre 1870 : lieutenant-colonel Allard
- Colonel Victor Colonieu
- Chef de bataillon Guigou
- 10 janvier 1871 - 20 mars 1871 : lieutenant-colonel Rabot-Desportes
- 29 septembre 1873 : lieutenant-colonel Girgois
- 4 mai 1876 : colonel Renaud
- 2 juin 1883 : colonel Denieport

- 1905 : colonel Charles H.F. de La Celle de Châteaubourg

- décembre 1913 : colonel Vandenberg
- 1er août 1914 : lieutenant-colonel Lefèvre
- ? - 10 septembre 1914 : colonel de Féraudy (†)[1]
- 17 avril 1915 : commandant Dessigny (à titre provisoire)
- 16 mai 1915 : colonel Odry
- 26 septembre 1915 : lieutenant-colonel Dessigny
- 4 avril 1918 : lieutenant-colonel Bayle

## Historique des garnisons, combats et batailles du138eRI

### Révolution
Le numéro 138 est d'abord porté par la 138e demi-brigade. Celle-ci est créée le 6 novembre 1794 avec le 2e bataillon du 74e régiment d'infanterie (ci-devant Beaujolais), le 2e bataillon de volontaires de la Vienne et le 5e bataillon de volontaires des Vosges.
Elle fait la campagne de l'an III et de l'an IV à l'armée de Sambre-et-Meuse, participant notamment au conquête du Luxembourg.
- Le 24 février 1796 la 138e est versée dans la 61e demi-brigade[3],[4].

### Premier Empire

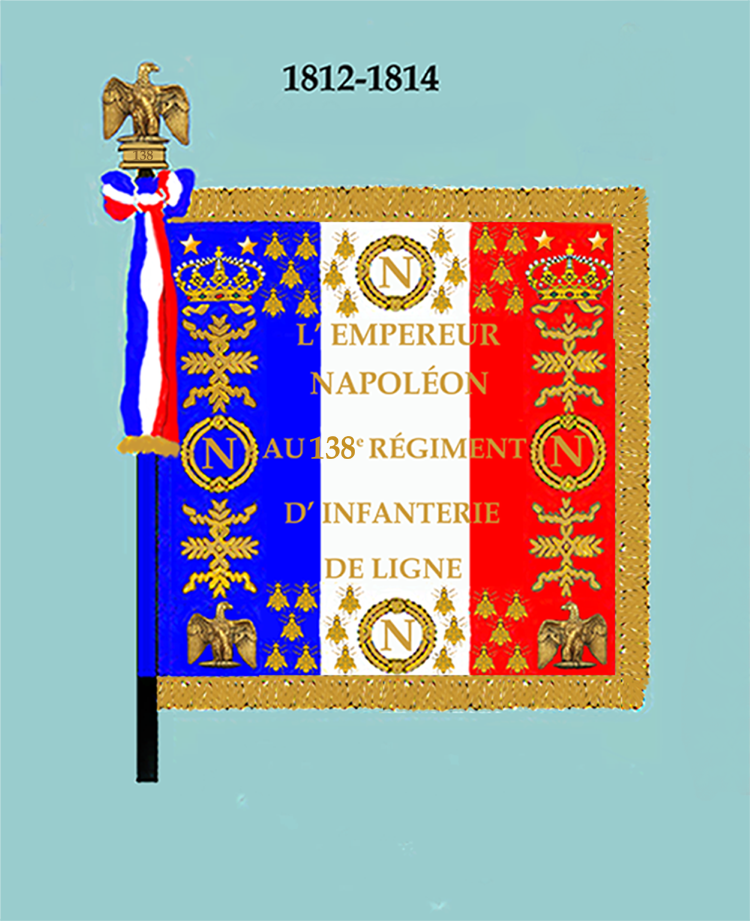
Drapeau modèle de 1812 (avers)
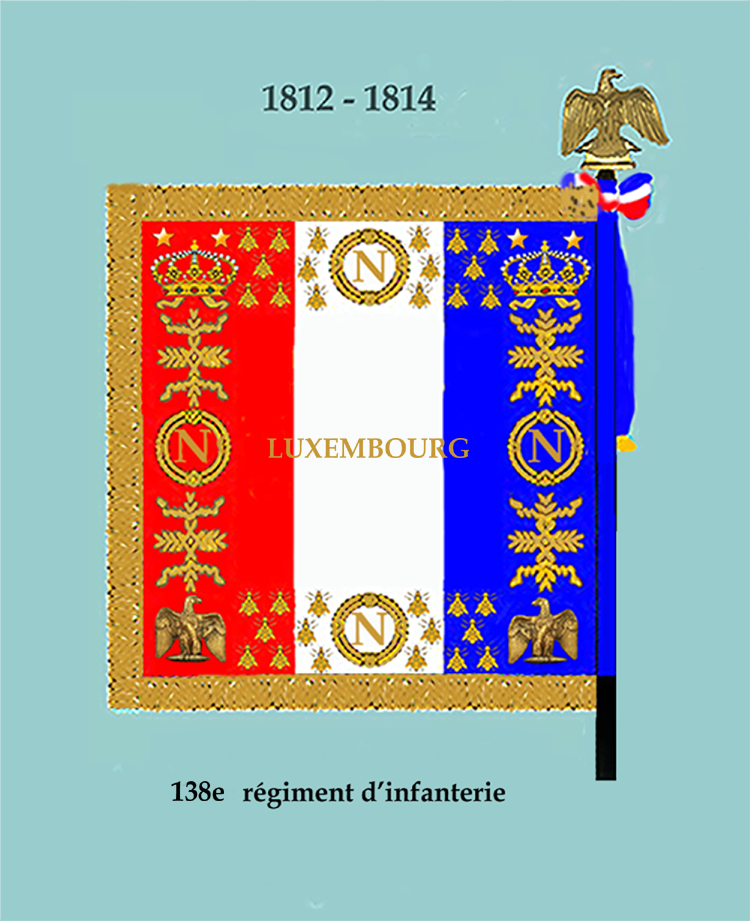
Drapeau modèle de 1812 (revers)

Le 138e régiment d'infanterie de ligne est formé à Paris le 1er février 1813, avec les :
- 44e cohorte du premier ban de la garde nationale formée dans le département de la Seine-Inférieure
- 45e cohorte du premier ban de la garde nationale formée dans le département de l'Eure
- 46e cohorte du premier ban de la garde nationale formée dans le département de la Somme
- 64e cohorte du premier ban de la garde nationale formée dans le département de la Haute-Vienne

Les 4 premiers bataillons du 138e régiment d'infanterie de ligne, créé par décret du 12 janvier 1813, sont formés à Paris, le 1er février 1813, tandis que le 5e, le bataillon de dépôt, est formé à Cherbourg le 1er avril suivant.
- 1813 : Campagne d'Allemagne
  - 16-19 octobre : Bataille de Leipzig
- 1814 : Campagne de France
  - 14 février 1814 : Bataille de Vauchamps

Le régiment est licencié en 1814. Les sous-officiers et soldats, qui constituent son effectif à cette date, sont incorporés dans le nouveau 27e de ligne.

### Guerre de 1870-1871
Le 38e régiment d'infanterie de marche est formé par décret du 19 octobre 1870. Il amalgame les 8e compagnies des 2e bataillons des 4e, 7e, 9e, 23e, 26e, 31e, 32e, 61e, 62e, 70e, 71e, 72e, 81e, 90e et 95e régiments d'infanterie de ligne et les 8e compagnies des 3e bataillons des 56e et 77e régiments d'infanterie de ligne.
Il est renommé 138e régiment d'infanterie de ligne par décret du 28 octobre. Au 8 novembre 1870, le 138e régiment d'infanterie de ligne fait partie du division de Saint-Denis (amiral de la Roncière) de la 3e armée de Paris. Avec deux bataillons des mobiles de la Seine et un bataillon de fusiliers marins, il forme la 3e Brigade aux ordres du capitaine de frégate Lamothe-Tenet.
Le 138e est d'abord commandé par le lieutenant-colonel Colonier puis Rabot des Portes.
Trois compagnies du 138e se distinguent le 21 décembre dans la deuxième bataille du Bourget. Le régiment déplore 72 tués, 213 blessés et 80 disparus.
Le 21 décembre…voir Siège de Paris.
Il est dissous le 24 juillet 1871 et versé dans le 95e régiment de ligne.

### De 1873 à 1914

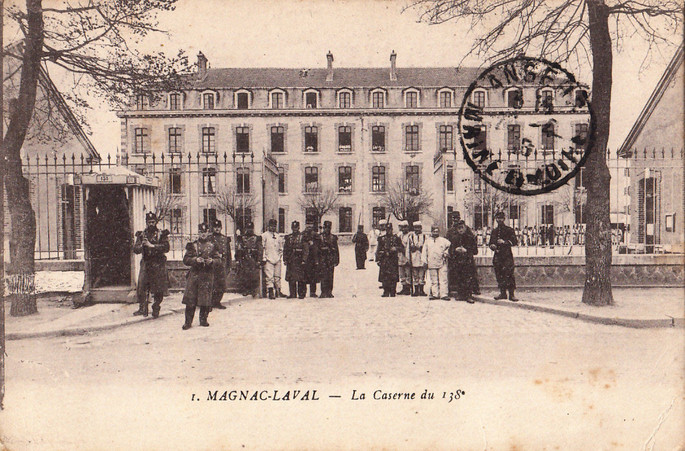
Caserne du d'infanterie (Magnac-Laval)

Le régiment est recréé en septembre 1873, avec des compagnies des 14e, 50e, 63e, 78e, 80e, 107e et 108e de ligne. En garnison à Limoges, il est rattaché à la 45e brigade de la 23e division d'infanterie.
Lors de la réorganisation des corps d'infanterie de 1887, le régiment fourni un bataillon pour former le 149e régiment d'infanterie

### Première Guerre mondiale
Casernement en 1914 : Magnac-Laval ; Bellac ; 46e brigade d'infanterie ; 23e DI ; 12e corps d'armée. Affecté à la 23e division d'infanterie d'août 1914 à novembre 1918.

#### 1914
Argonne… Les Ardennes française et belge…
Le 24 septembre 1914 : après la victoire de la Marne, le 138e Régiment d'Infanterie reconquiert le fort de la Pompelle.

#### 1915
Aubérive
Woëvre
Offensive d'Artois

#### 1916
Artois : tranchée des entonnoirs
Bataille de Verdun
L'Aisne
Bataille de la Somme

#### 1917
Champagne (juillet à septembre)
Déplacement vers l'Italie (novembre)

#### 1918
Front italien (janvier à novembre)

### Entre-deux-guerres
Il est dissous le 1er janvier 1920.

### Seconde Guerre mondiale
Le 138e RI est formé le 5 juin 1940 à Marac à partir du groupe d'unités d'instruction 15 (31e bataillon du 8e régiment de zouaves, du 91e régiment d'infanterie et 92e régiment d'infanterie).
Il appartient à la 239e division légère d'infanterie, avec le 59e RI, le 2e régiment Tchèque et le 325e régiment d'artillerie divisionnaire, créée le 1er juin 1940 sous les ordres du général Dunoyer.
Il est recréé en 23 octobre 1944 avec des éléments des forces françaises de l'intérieur de Haute-Vienne. Il est dissous le 15 janvier 1945.

### Depuis 1945 à nos jours
Régiment de réserve dans les années 1980.

## Traditions et uniformes

### Drapeau
Il porte, cousues en lettres d'or dans ses plis, les inscriptions suivantes :
- Luxembourg 1795
- Lützen 1813
- Bautzen 1813
- Montmirail 1814
- Vitry 1914
- Artois 1915
- La Piave 1918

### Décorations
La cravate du drapeau est décorée de la Croix de guerre 1914-1918 avec deux palmes (deux citations à l'ordre de l'armée),.
Il a le droit au port de la fourragère aux couleurs du ruban de la croix de guerre 1914-1918,.

## Personnalités ayant servi au138eRI
- Pierre Mataly de Maran, futur général, colonel du 138e de ligne en 1813 ;
- Jean-Philippe-Aymar d'Albignac, futur général, colonel du 138e de ligne en 1813 ;
- Augustin Dubail, futur général commandant le Groupe d'armées de l'Est en 1915, lieutenant au 138e de ligne en 1873 ;
- Parfait-Louis Monteil, futur explorateur colonial, s'engage au 138e de ligne en 1873 ;
- Gustave Hannezo, archéologue amateur, est sous-lieutenant au 138e de ligne en 1883 ;
- Georges Treffel (1873-1914), homme de lettres. Son nom est inscrit au Panthéon parmi les 560 écrivains morts au champ d'honneur pendant la Première Guerre mondiale ;
- Henri Poeymirau en 1897, lieutenant, futur compagnon de Lyautey et général de division ;
- Paul Arvers, futur général, chef de bataillon au 138e de ligne en 1898 ;
- Gabriel Defrance, futur Tambour-major de la Garde républicaine, musicien au 138e RI en 1898 ;
- Eugène Jamot, futur médecin inventeur d'une méthode de lutte contre la maladie du sommeil, effectue son service au 138e RI en 1900-1901 ;
- Louis Napoléon Eugène Jules Jean Espinasse, futur général, lieutenant-colonel du 138e RI en 1900-1902 ;
- Henri François Joseph Boudet de Puymaigre, futur membre de la Commission du Vieux Paris, chef de bataillon au 138e RI en 1902 ;
- Antoine Rodes, futur général, est capitaine au 138e RI en 1904 ;
- Arsène Bonneaud, futur Résistant français, effectue son service militaire au 138e RI en 1905 ;
- Pierre Grany, athlète spécialiste du lancer du javelot, mobilisé au 138e RI en 1918.

## Sources et bibliographie
- Émile Mignot de Lyden, Nos 144 Régiments de ligne,  Paris, librairie illustrée, 1888 (BNF 34076285, lire en ligne), « 138e régiment », p. 506-508.
- Victor Belhomme, Histoire de l'infanterie en France, t. 5, Henri Charles-Lavauzelle, 1902 (lire en ligne).
- Historique du 138e régiment d'infanterie : Campagne contre l'Allemagne, Limoges, Imprimerie Ussel Frères A. Bontemps Successeur, 1920 (lire en ligne).
- Serge Andolenko, Recueil d'historiques de l'infanterie française, Paris, Eurimprim, 1969, 413 p. (OCLC 23418405).